# Lista odcinków serialu anime Nier: Automata Ver1.1a
Nier: Automata Ver1.1a (jap. ニーア オートマタ Nia Otomata Ver1.1a) – japońska seria anime produkowana przez studio A-1 Pictures i reżyserowana przez Ryouji Masuyamę. Bazuje ona na komputerowej fabularnej grze akcji Nier: Automata wyprodukowanej przez studio PlatinumGames.
Poniższa lista przedstawia wyemitowane odcinki serialu, które ukazywały się od 8 stycznia 2023 roku. 

## Lista odcinków

### Sezon 1
| # | Tytuł                  | Premiera         |
| --- | ---------------------- | ---------------- |
| 1 | Or not to [B]e         | 8 stycznia 2023  |
| Żołnierz YoRHa 2B zostaje wysłana na Ziemię do pokonania maszyny klasy Goliath. W trakcie podróży do celu cały jej oddział zostaje zniszczony, a 2B udaje się samotnie wylądować w opuszczonej fabryce. Po przebiciu się przez zastępy wrogich maszyn spotyka 9S – androida specjalizującego się w zwiadzie i walce elektronicznej. Razem przeszukują fabrykę trafiając w końcu na gigantyczną maszynę wielkości budynku. 9S próbując zhakować przeciwnika odniósł znaczne obrażenia, co rozwścieczyło 2B, której po zaciętej walce udało się zniszczyć wrogiego Goliatha. Stojąc po walce obok silnie uszkodzonego 9S widzi ona, jak kolejne trzy Goliathy idą im naprzeciw. Wobec niemożności wygrania takiej walki 2B z 9S decydują się zniszczyć swoje czarne skrzynki. Wywołuje to potężną eksplozję anihilującą zarówno ich samych, jak również wrogie maszyny i fabrykę. Jakiś czas później 2B zostaje obudzona w nowym ciele w Bunkrze – stacji orbitalnej będącej kwaterą główną YoRHa. Udało się zachować jej pamięć, gdyż przez zniszczeniem czarnych skrzynek 9S przesłał do centrali kopię zapasową wszystkich jej danych. Kiedy spotyka go na stacji po tym, jak również dostał nowe ciało, ze smutkiem odkrywa, że 9S przed zniszczeniem w fabryce wysłał jej dane przed swoimi, a jego pamięć została przywrócona tylko do momentu tuż przed tym, jak się po raz pierwszy poznali. Zakończenie alternatywne – Kiedy 9S tłumaczy, jak działają czarne skrzynki, 2B niechcący styka własną czarną skrzynkę z jego, powodując reakcję łańcuchową, która niszczy Bunkier (podobnie jak w Zakończeniu U „deb[U]nked” z gry Nier: Automata). |                        |                  |
| 2 | city e[S]cape          | 15 stycznia 2023 |
| Rada Ludzkości wydaje mowę dla YoRHA wyjaśniając, że Ziemia została najechana w 5012 roku przez armię mechanicznych form życia, zmuszając ludzkość do ucieczki na Księżyc i budowy armii androidów na Ziemi jako formy ruchu oporu oraz YoRHy w celu odbicia planety z rąk obcych. Tymczasem na Ziemi maszynie o numerze PLAO8 udaje się rozwinąć inteligencję i zamiast atakować ruch oporu zaczyna uczyć się, jak hodować kwiaty. 2B i 9S zostają ponownie wysłani na powierzchnię planety, by zbadać, dlaczego łączność z ruchem oporu nagle zanikła. Ten wysyła zespół pod przewodnictwem wojowniczki Lily w celu zdobycia zapasów, zostają jednak zaskoczeni przez armię maszyn. Lily wraz z pozostałymi przy życiu towarzyszami uciekając przed maszynami próbuje zwabić je na zaminowany most, a PLAO8 próbuje zatrzymać natarcie przed zniszczeniem zasadzonych kwiatów. 2B wraz z 9S przybywają w ostatniej chwili, by wysadzić most wraz ze znajdującymi się na nim maszynami, w wymianie ognia ginie także PLAO8. W innym miejscu coraz więcej maszyn zaczyna czytać pozostałą ludzka literaturę i rozpoczyna budowę złowieszczej struktury przypominającej kokon. Zakończenie alternatywne – 2B i 9S dostają pocztówkę od Yoko Taro z pytaniem o sens działania ich chipów systemowych. Zaciekawiona 2B wyjmuje swój własny chip niechcący zabijając przez to samą siebie (podobnie jak w Zakończeniu T „fa[T]al error” z gry Nier: Automata). |                        |                  |
| 3 | break ti[M]e           | 22 stycznia 2023 |
| 2B i 9S zostają zaprowadzeni do obozowiska, gdzie Lily przedstawia im się jako przywódczyni ruchu oporu. W Bunkrze okazuje się, że androidy YoRHy nie zostały wysłane na pomoc rebeliantom (których YoRHa traktuje jako pionki w ich planie), tylko w celu zbadania tajemniczego zachowania maszyn. Na Ziemi 2B i 9S poznają Jackassa, który opowiada im o dziwnym zachowaniu maszyn, jakie zaobserwował na niedalekiej pustyni. Cała trójka wyrusza razem w drogę, gdzie wpadają w zasadzkę przygotowaną przez wrogi patrol. 9S udaje się zhakować jednego z przeciwników i doświadcza wizji antycznej pustynnej cywilizacji, którą maszyny usiłują skopiować. 2B niszczy pozostałych adwersarzy, a zespół rusza w pościg za jednym robotem, któremu udało się uciec. W trakcie wędrówki odkrywają szczątki łącznika YoRHy oraz trafiają na dziwny sygnał zakłócający. Namierzając go wpadają do podziemnej komnaty, gdzie znajdują ogromny kokon utworzony z ciał maszyn. Struktura pęka uwalniając humanoidalnego androida, którego 2B z 9S natychmiast atakują, by powstrzymać go przed ewoluowaniem. Jednak z pokonanego przeciwnika wychodzi kolejny atakując duet i powodując zawalenie się komnaty. Zakończenie alternatywne – 2B i 9S decydują się dla zabawy przejechać na grzbietach dzikich zwierząt: odpowiednio dziku i łosiu. 2B traci panowanie nad dzikiem i taranuje zespół YoRHy. Dzięki zniszczeniu jednostek androidów Ziemia staje się „rajem” dla maszyn (podobnie jak w Zakończeniu W „broken [W]ings” z gry Nier: Automata). |                        |                  |
| 4 | a mountain too [H]igh  | 18 lutego 2023   |
| Maszyny coraz bardziej naśladują ludzi, tym razem odgrywają przedstawienie w teatrze. W obozie 2B i 9S zdają raport Lily i Jackass ze swojego wypadu i spotkania ze specjalnymi mechanicznymi formami życia, które YoRHa nazywa Adam i Ewa. Jackass sugeruje zawarcie pokoju z maszynami, co natychmiast odrzuca 9S. Następnie androidy YoRHy zostają wysłane na zwiad do pobliskiego lunaparku w celu znalezienia zaginionego żołnierza. Ku ich zaskoczeniu, maszyny tam spotkane są przyjazne i zachęcają ich do wzięcia udziału w przedstawieniu. W teatrze trafiają na bardzo zaawansowaną maszynę grającą śpiewaczkę, z którą wywiązuje się walka. Podczas próby jej zhakowania 9S wdziera się do jej wspomnień i widzi, że zakochała się ona w innej maszynie, co wywołało w niej obsesję na punkcie stania się coraz piękniejszą i doprowadziło do obecnej szaleńczej formy. 2B finalnie udaje się odsłonić rdzeń śpiewaczki i zniszczyć ją. Po walce dwie maszyny dają im kwiaty i proszą, by ich nie zabijać. 9S ignoruje to eliminując obydwie, ku wyraźnej konsternacji 2B. Zakończenie alternatywne – Dowódca wydaje rozkazy swoim podwładnym wiele od nich wymagając, by Bunkier działa jak najsprawniej. Część z androidów nie wytrzymuje presji i dezerteruje. Przez spadek liczby personelu YoRHa przegrywa wojnę, a androidy wymierają (podobnie jak w Zakończeniu O „just y[O]u and me” z gry Nier: Automata). |                        |                  |
| 5 | mave[R]ick             | 26 lutego 2023   |
| Adam i Ewa konsekwentnie zdobywają wiedzę czytając ludzkie książki. 2B i 9S otrzymują od Lily misję dostarczenia zaopatrzenia pobliskiej wiosce mechanicznych form życia, które żyją w pokoju i chcą handlować z ruchem oporu. Na miejscu dwójka androidów poznaje przywódczynię wioski, Pascal, która tłumaczy im, iż wszyscy mieszkańcy stracili połączenie z siecią mechanicznych form życia i mieszkają tutaj w harmonii. 2B i 9S zaintrygowani obserwują, jak maszyny utworzyły sprawnie funkcjonujące społeczeństwo na wzór ludzki. Trafiają potem do podziemi wioski, gdzie odkrywają dziwną głowę umieszczoną w rosnącym drzewie. Przy próbie zhakowania jej 9S odkrył, że była to jedna z wielu maszyn zbudowanych przez ludzi do obrony przed najeźdźcami. Pascal tłumaczy im, że mieszkańcy wioski czczą tę głowę, gdyż dzięki niej instynkt przetrwania i życia w pokoju wziął u nich górę. Mimo to 9S nie był w stanie przyjąć, że taka pokojowa egzystencja jest możliwa. W międzyczasie podczas kolejnej sesji nauki Adam przekonuje Ewę, by nazywał go starszym bratem. Zakończenie alternatywne – 2B i 9S demonstrują swoje możliwości samozniszczenia, które jednak nie czynią im wielkiej krzywdy. Obserwujący ich Emil postanawia skopiować ich zachowanie wysadzając swój reaktor fuzyjny niszcząc przy tym planetę (podobnie jak w Zakończeniu Y „head[Y] battle” z gry Nier: Automata). |                        |                  |
| 6 | [L]one Wolf            | 5 marca 2023     |
| 2B, 9S i Lily rozkładają radary pozwalające na ostrzeganie przed maszynami. Gdy 9S odchodzi rozwiązać problem z jednym z radarów, Lily opowiada 2B historię pierwszego spotkania ruchu oporu z YoRHą. Z drużyny, która wtedy lądowała, zostały tylko 4 androidy prowadzone przez inny egzemplarz 2B. Ruch oporu, który tedy jeszcze nie wiedział o istnieniu YoRHy nie chciał im zaufać, ale ówczesna przywódczyni Rose zgodziła się na współpracę. Razem ruszyli w stronę ukrytego serwera maszyn, by go zniszczyć. W trakcie podróży Lily została zainfekowana wirusem logiki, którego rebelianci nie byli w stanie wyleczyć. Androidom YoRHy udało się ich przekonać, by nie zabijali Lily, tylko ją obezwładnili, a w tym czasie nowi przybysze zdołali ją uleczyć. Przy celu podróży cała grupa została zaatakowana przez armię przeciwników ponosząc ogromne starty. Misja kończy się sukcesem, jednak Lily jest z niej jedyną ocalałą, wciąż żywiąc urazę do YoRHy za brak wysłania wsparcia. 2B spytała ją, czy istnieje jakaś szansa, że ktoś z jej zespołu przeżył, a ta zaprzeczyła. W migawce można było jednak ujrzeć tamtą 2B żywą, walczącą z maszynami na własną rękę. Zakończenie alternatywne – Adam i Ewa próbują nosić szkolne uniformy naśladując ludzi zdobywających wiedzę. Gdy Ewa zaczyna za bardzo zaczepiać Adama, ten decyduje się odejść i iść na ryby (podobnie jak w Zakończeniu L „[L]one Wolf” z gry Nier: Automata). |                        |                  |
| 7 | [Q]uestionable actions | 12 marca 2023    |
| Adam i Ewa kontynuują naukę do momentu, w którym Adam decyduje się pójść na „plac zabaw”. Tymczasem Pascal prosi 2B i 9S o pomoc w odnalezieniu siostry jednej z maszyn, która zaginęła poszukując części zamiennych w Królestwie Lasu rządzonym przez inną grupę mechanicznych form życia. Mimo pierwotnego sprzeciwu 9S, 2B decyduje o wyruszeniu na wyprawę, do której dołącza również Pascal. Na miejscu okazuje się, że mieszkańcy zostali brutalnie wymordowani przez nieznanego intruza. Przeszukując zamek udaje im się odnaleźć informacje o historii Królestwa, w którym się znaleźli. Założył je zmarły ponad sto lat temu król, którego pamięć została przekazana mechanicznemu noworodkowi, strzeżonemu przez mieszkańców jako następcy tronu. Po pewnym czasie udaje im się odnaleźć zaginioną siostrę, w dodatku wraz z jednym z zamkowych rycerzy, którego ta zamierza poślubić. Żołnierz prosi ich, by ochronili mechaniczne dziecko, jednak gdy 2B z 9S docierają do sali tronowej stają się świadkami, jak zabija je nieznany android. Pody przekazują im, iż jest to A2 – zaginiony android-dezerter. Po krótkiej walce A2 wycofuje się, a na pytanie 9S o dowód dezercji odpowiada, że to YoRHa ją zdradziła. Zakończenie alternatywne – Pascal prowadzi lekcję dla mechanicznych form życia o dnie i nocy, gdy niespodziewanie zabija go A2. Po śmierci Pascal maszyny wpadają w szał bitewny i niszczą wszystkie androidy na Ziemi (podobnie jak w Zakończeniu Z „over[Z]ealous” z gry Nier: Automata). |                        |                  |
| 8 | aji wo [K]utta?        | 19 marca 2023    |
| 2B i 9S otrzymują od Dowódcy rozkaz wyeliminowania zbiegłej A2, jednak bez wytłumaczenia całej sytuacji. W poszukiwaniu informacji przepytują kolejnych członków ruchu oporu licząc, że ktoś będzie w stanie im pomóc. Lily rozpoznała w A2 swoją zaginioną towarzyszkę, jednak nie dała tego po sobie poznać. Po otrzymaniu sugestii, że Jackass może wiedzieć coś więcej, duet wyrusza na jej poszukiwania do zatopionego miasta. 9S postanawia skorzystać z okazji, by pobawić się w wodzie, a 2B udaje się znaleźć rosnący w pobliżu kwiat księżycowej łzy, który pokazuje operatorce 6O z bunkra. Ta sugeruje, by nosiła kwiat przy sobie, przez co 2B przypina go sobie na piersi. By w końcu odnaleźć Jackass androidy decydują się rozdzielić. Po niedługim czasie 2B odnajduje ją, łowiącą ryby i pozującą w stroju kąpielowym. Po przepytaniu Jackass przyznaje, że nie wie wiele o A2 poza tym, że jest ona zaginioną towarzyszką Lily. Po tym 2B próbuje skontaktować się z 9S, jednak odkrywa, że sygnał jest zagłuszany. W międzyczasie 9S udaje się na chwilę włamać do Bunkra, by spróbować dowiedzieć się czegoś więcej o A2, jednak połączenie szybko zostaje namierzone i zerwane. W poszukiwaniu A2 trafia do dziwnego pomieszczenia, gdzie atakuje go nieznany bliżej byt. Tymczasem Ewa, kończąc czytanie książki zauważa, że nie ma w pobliżu jego brata. Z przerażeniem odkrywa, że nie jest też w stanie namierzyć go w sieci maszyn. Zakończenie alternatywne – 2B otrzymuje list z dwoma pytaniami: dlaczego budynki nadal stoją, choć nie ma już ludzi, oraz co ona sama robi w wolnym czasie. Odpowiadając na pierwsze pytanie wyjaśnia, że androidy konsekwentnie odbudowują miasta czekając na powrót ludzkości, mimo niszczenia ich przez maszyny. Co do drugiej kwestii, zaprezentowała, jak jej pod łowi ryby. Po wyłowieniu i zjedzeniu makreli umiera ona ze względu na zawarty w niej szkodliwy dla androidów tłuszcz (podobnie jak w Zakończeniu K „aji wo [K]utta” z gry Nier: Automata). |                        |                  |
| 9 | hun[G]ry for knowledge | 23 lipca 2023    |
| Uwięziony w cyberprzestrzeni 9S mierzy się z Adamem, któremu udaje się go jednak pochwycić w celu przeprowadzenia eksperymentów. W poszukiwaniu towarzysza 2B trafia na koordynaty prowadzące do podziemnych instalacji w mieście. Nie mogąc liczyć na wsparcie z Bunkra, decyduje się wejść i odkrywa wewnątrz ukrytą replikę miasta ludzi. Spotyka tam Adama, który przekazuje jej, iż mechaniczne formy życia w toku swej ewolucji zafascynowały się ludzkością – do tego stopnia, że zbuntowały się i wybiły swoich własnych twórców wieki temu. Powiedział on również, że ludzkość dawno już wyginęła, a on sam odciął się od sieci łączącej maszyny, by jak najbardziej zgłębić jej tajemnice i upodobnić się do człowieka. Wciągając Adama w walkę 2B zyskała na tyle czasu, by podom udało się przejąć sieć, neutralizując siłę Adama. Gdy ten czekał na cios z ręki 2B, Eve zasłonił go własnym ciałem, by po chwili zginąć od otrzymanego ciosu mieczem. 9S wraz z 2B i podami w pośpiechu opuszczają replikę miasta zostawiając w niej Adama trzymającego w swych rękach zwłoki brata. Zakończenie alternatywne – 2B i 9S zaczynają wymyślać wzory na koszulki dla siebie nawzajem i przyjaciół. Zajmuje im to jednak tak dużo czasu, że porzucają misję zostawiając Ziemię na pastwę maszyn. |                        |                  |
| 10 | over[Z]ealous          | 23 lipca 2023    |
| Po powrocie z misji ciało 9S zostaje wysłane do Bunkra w celu przeprowadzenia koniecznych napraw. 2B dostaje od Dowódcy rozkaz zabicia Adama. Udaje się do zajętej przez maszyny fabryki, w której rozwinął się pokojowy kult religijny. Szukając ich przywódcy wpada w zastawioną przez Adama pułapkę – ten zabija przywódcę kultu i obraca wszystkich wyznawców przeciwko niej. Uciekając 2B trafia na maszynę zhakowaną przez 9S, który dołącza, by jej pomóc. Trafiają na bardzo silną maszynę i tylko dzięki 9S, który włamał się do systemów fabryki i wyłączył zasilanie, 2B udało się ją pokonać. Przez wpływ Adama maszyny wpadają w szał mordując się nawzajem i popełniają rytualne samobójstwa. Po wyjściu z zakładów 2B otrzymuje wezwanie o pomoc z obozu ruchu oporu, a Adam zaczyna rozumieć, że został już sam. Zakończenie alternatywne – 9S spotyka Devolę i Popolę, które częstują go nalewką z pustynnej róży. Gdy towarzystwo atakują maszyny, 9S jest zbyt pijany, by im pomóc, przez co cała trójka zostaje zmasakrowana (podobnie jak w Zakończeniu S „city e[S]cape” z gry Nier: Automata). |                        |                  |
| 11 | head[Y] battle         | 23 lipca 2023    |
| Ruch oporu wraz ze wszystkimi jednostkami YoRHy na Ziemi znajduje się pod ciężkim atakiem maszyn. 2B spotyka się w bazie androidów z pozostałymi ocalałymi. W Bunkrze petycje Dowódcy, by użyć lasera umieszczonego na stacji do pomocy obrońcom, zostały odrzucone – Rada Ludzkości powiedziała, że interwencja w bitwie zaszkodziłaby procesowi osiągnięcia Boga poprzez Proces 11. Z pomocą 9S rebeliantom udaje się powstrzymać atak maszyn poprzez impuls elektromagnetyczny. Niedługo potem jednak ciała maszyn zostały zaabsorbowane przez Adama tworząc ogromną bestię. Z pomocą Pascal 9S udaje się zhakować Adama i wciągnąć go w pułapkę, a ruchowi oporu udaje się wystrzelić stwora w kosmos przy użyciu potężnej rakiety. Ku ich przerażeniu Adam przeżył, lecz spadając został trafiony przez promień lasera wystrzelony z Bunkra. Zakończenie alternatywne – 2B i 9S okazują trochę czułości swoim podom, które rozwijają przez to samoświadomość. |                        |                  |
| 12 | flowers for m[A]chines | 23 lipca 2023    |
| Dowódca wydał rozkaz uderzenia laserowego ignorując rozkazy Rady Ludzkości. Jednakże pody nadal rejestrują sygnał Adama. 2B i 9S schodzą w dół leja i znajdują śmiertelnie rannego przeciwnika. Adam godzi się ze śmiercią licząc na zjednoczenie z bratem. Po przebiciu go mieczem przez 2B pozostałe maszyny wyłączają się. Niestety, 9S całą akcję przypłaca zarażeniem się wirusem umysłu, przez co 2B, ku swojej rozpaczy, musiała go zabić. Chwilę później okazuje się, że 9S udało się przed śmiercią przenieść swoją świadomość do okolicznych mechanicznych form życia. W scenie po napisach końcowych 9S łączy się z serwerem Bunkra. Wyczuwając anomalię, blokuje synchronizację danych swoich i 2B. W trakcie poszukiwań zakłócenia uruchamia ochronę Bunkra, a po krótkiej ucieczce trafia do nieznanego mu wcześniej portu. Spotyka tam dwie bliźniaczki w czerwonych sukienkach, które przekazały mu, że od dawna obserwują pozostałe androidy oraz że pomogą mu odkryć prawdę o projekcie YoRHa. Dowiaduje się, że tak naprawdę ludzkość już dawno nie istnieje, a projekt ma podtrzymać morale androidów mitem o służbie dla ludzi. Po tym 9S budzi się na sygnał alarmowy od 2B nie wiedząc, że jest dyskretnie obserwowany przez tajemnicze dziewczyny. |                        |                  |